# Yūta Konishi
Yūta Konishi (小西 勇太, Konishi Yūta, né le 31 juillet 1990) est un athlète japonais, spécialiste du 400 m haies.
Le 6 juin 2015, il remporte la médaille d'or des Championnats d'Asie d'athlétisme 2015 à Wuhan en 49 s 58.
Son meilleur temps est de 49 s 41 obtenu à Osaka le 26 juin 2011, temps qu'il porte le 23 juin 2017 à 49 s 03 toujours à Osaka (Nagai Stadium). Il est finaliste et dernier lors des Championnats d'Asie 2017 à Bhubaneswar.